# Ephelis maesi
Ephelis maesi là một loài bướm đêm trong họ Crambidae.